# Alexander Escobar
Alexander "Rastra" Escobar Rosales (ur. 4 kwietnia 1984 w Metapán) – salwadorski piłkarz występujący na pozycji prawego obrońcy, obecnie zawodnik Alianzy.

## Kariera klubowa
Escobar, opisywany jako silny i dobrze wynokujący rzuty wolne obrońca, pochodzi z miasta Metapán i po kilku miesiącach występów w młodzieżowej drużynie CD San Francisco Junior przeniósł się do tamtejszego klubu AD Isidro Metapán. Do zespołu seniorów, pełniących wówczas rolę beniaminka Primera División de Fútbol Profesional, został włączony jako siedemnastolatek i szybko wywalczył sobie miejsce w wyjściowej jedenastce. Pierwszy sukces w profesjonalnej karierze odniósł podczas jesiennego sezonu Apertura 2005, kiedy to osiągnął z Isidro tytuł wicemistrza kraju. Podczas wiosennych rozgrywek Clausura 2007 zdobył natomiast swoje premierowe mistrzostwo Salwadoru. Później trofeum to zdobywał jeszcze kilkakrotnie, pełniąc rolę kluczowego defensora swojej drużyny; po raz drugi mistrzem kraju został w sezonie Apertura 2008, a trzecie mistrzostwo zanotował podczas rozgrywek Clausura 2009. Z zespołem prowadzonym przez szkoleniowca Edwina Portillo kilkakrotnie, jednak bez większych sukcesów, występował w Lidze Mistrzów CONCACAF.
Czwarty i piąty raz Escobar został mistrzem Salwadoru odpowiednio w sezonach Clausura 2010 i Apertura 2010, natomiast szósty tytuł mistrzowski osiągnął kilka miesięcy później, podczas rozgrywek Apertura 2011. W sezonie Clausura 2012 wywalczył swoje drugie wicemistrzostwo kraju, by po upływie pół roku, w sezonie Apertura 2012, po raz siódmy w karierze osiągając tytuł mistrza Salwadoru. Ogółem w Isidro spędził ponad jedenaście lat, rozgrywając w jego barwach niemal 400 spotkań. W styczniu 2013 przeszedł do klubu Alianza FC z siedzibą w stołecznym mieście San Salvador.

## Kariera reprezentacyjna
Escobar w seniorskiej reprezentacji Salwadoru zadebiutował po kilku latach gry w kadrach juniorskich, za kadencji selekcjonera Juana Ramóna Paredesa, 17 stycznia 2003 w zremisowanym 0:0 meczu towarzyskim z Gwatemalą. W tym samym roku znalazł się w składzie na Puchar Narodów UNCAF, gdzie pozostawał jednak rezerwowym swojej drużyny i wystąpił tylko w jednym z pięciu spotkań, a Salwadorczycy zajęli ostatecznie trzecie miejsce w turnieju. Jeden występ zanotował również podczas eliminacji do Mistrzostw Świata 2006, na które jego zespół nie zdołał awansować. W 2005 po raz kolejny został powołany, tym razem przez argentyńskiego szkoleniowca Carlosa Cavagnaro, na Puchar Narodów UNCAF. Tam ponownie pełnił jednak wyłącznie rolę rezerwowego i ani razu nie pojawił się na placu gry, zaś salwadorska ekipa zakończyła swój udział w rozgrywkach już na fazie grupowej.
Regularne występy w kadrze narodowej Escobar zaczął notować dopiero po przejęciu reprezentacji przez meksykańskiego trenera Carlosa de los Cobosa. Pod jego kierownictwem w 2007 roku wystąpił w rozgrywkach Złotego Pucharu CONCACAF, rozgrywając wszystkie trzy mecze od pierwszej do ostatniej minuty, lecz Salwadorczycy odpadli z tego turnieju już w fazie grupowej. Z kiepskim skutkiem zakończył się też dla nich występ w eliminacjach do Mistrzostw Świata 2010, na które nie zdołali się ostatecznie zakwalifikować, a sam Escobar sześciokrotnie pojawiał się podczas nich na boiskach. W 2009 roku już po raz trzeci w karierze znalazł się w składzie na Puchar Narodów UNCAF, gdzie pełnił rolę podstawowego gracza drużyny narodowej i rozegrał cztery spotkania, zajmując na honduraskich boiskach czwartą lokatę. Kilka miesięcy później został powołany na kolejny Złoty Puchar CONCACAF, gdzie wystąpił w dwóch konfrontacjach, a jego reprezentacja, podobnie jak dwa lata wcześniej, odpadła z turnieju w fazie grupowej. Jeden raz pojawił się również na boisku podczas eliminacji do Mistrzostw Świata 2014, również nieudanych dla Salwadorczyków.